# Ramsówko
Ramsówko (deutsch Klein Ramsau) ist ein Ort in der polnischen Woiwodschaft Ermland-Masuren. Er gehört zur Gmina Barczewo (Stadt-und-Land-Gemeinde Wartenburg i. Ostpr.) im Powiat Olsztyński (Kreis Allenstein).

## Geographische Lage
Ramsówko liegt nördlich des Debrong-Sees (polnisch Jezioro Dobrąg) im Westen der Woiwodschaft Ermland-Masuren, 24 Kilometer nordöstlich der Kreis- und Woiwodschaftshauptstadt Olsztyn (deutsch Allenstein).

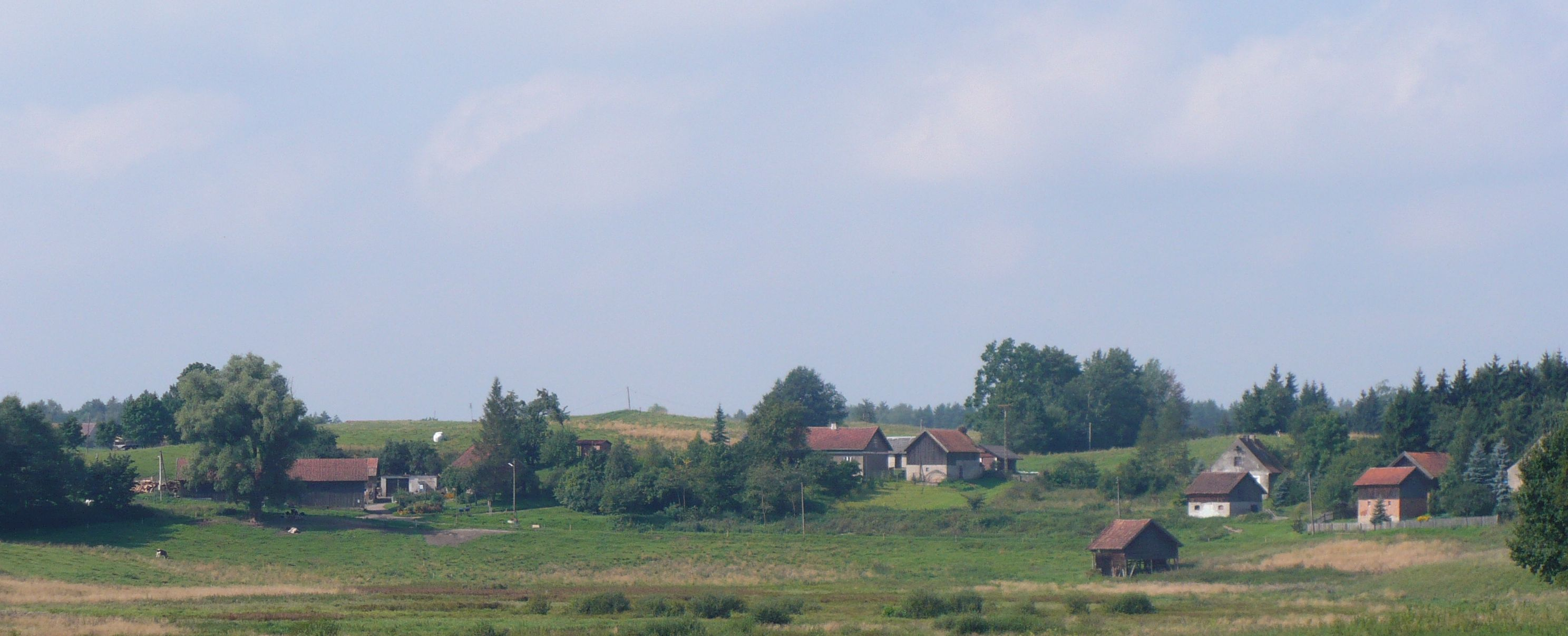
Blick auf Ramsówko

## Geschichte
Ramsowka – nach 1785 Ramsowko und nach 1820 Klein Ramsau genannt – wurde nach 1392 gegründet und bestand aus ein paar kleinen Gehöften. Im Jahre 1785 wurde der Ort als „adliges Bauerndorf“ im Amt Seeburg (polnisch Jeziorany) mit acht Feuerstellen genannt, 1820 als „adliges Gut“ im Kreis Allenstein mit neun Feuerstellen bei 36 Einwohnern.
1874 kam die Landgemeinde Klein Ramsau zum neu errichteten Amtsbezirk Ramsau (polnisch Ramsowo) in Ostpreußen. Im Jahre 1910 zählte das Dorf 121 Einwohner.
Am 30. September 1928 gab Klein Ramsau seine Eigenständigkeit auf und schloss sich mit der Landgemeinde und dem Gut Groß Ramsau zur neuen Landgemeinde Ramsau  zusammen.
In Kriegsfolge wurde 1945 das gesamte südliche Ostpreußen an Polen abgetreten. Klein Ramsau erhielt die polnische Namensform „Ramsówko“ und ist heute eine Ortschaft innerhalb der Stadt-und-Land-Gemeinde Barczewo im Powiat Olsztyński (Kreis Allenstein), von 1975 bis 1998 der Woiwodschaft Olsztyn, seither der Woiwodschaft Ermland-Masuren zugehörig. Im Jahre 2011 zählte Ramsówko 106 Einwohner.

## Kirche
Bis 1945 war Klein Ramsau in die evangelische Kirche Wartenburg (Ostpreußen) in der Kirchenprovinz Ostpreußen der Kirche der Altpreußischen Union, außerdem in die römisch-katholische Kirche Groß Ramsau (polnisch Ramsowo) eingepfarrt.
Katholischerseits gehört Ramsówko auch heute noch zur Kirche Ramsowo, die jetzt dem  Erzbistum Ermland zugeordnet ist. Evangelischerseits orientieren sich die Einwohner zur Kirche in Biskupiec (Bischofsburg) in der Diözese Masuren der Evangelisch-Augsburgischen Kirche in Polen.

## Verkehr
Ramsówko liegt an einer Nebenstraße, die die Stadt Jeziorany (Seeburg) über Kromerowo (Krämersdorf) – an der neu erbauten Schnellstraße 16 – mit Dźwierzuty (Mensguth) im Powiat Szczycieński (Kreis Ortelsburg) verbindet. Eine Anbindung an den Bahnverkehr besteht nicht.